# Steven Luevano
Steven Luevano (ur. 3 marca 1981 w Los Angeles) – amerykański bokser, były zawodowy mistrz świata organizacji WBO w kategorii piórkowej (do 126 funtów).
Karierę rozpoczął w czerwcu 2000 roku. Pierwszą porażkę poniósł w swojej 30 walce, w listopadzie 2005 roku z Martinem Honorio. Po tej porażce stoczył trzy zwycięskie walki (między innymi z Cristóbalem Cruzem i Baudelem Cardenasem), a następnie, 14 lipca 2007 roku, zmierzył się w pojedynku o wakujący tytuł mistrza świata WBO z niepokonanym wcześniej Anglikiem, Nicky Cookiem. Luevano wygrał tę walkę przez nokaut w jedenastej rundzie i zdobył pas mistrzowski.
6 października 2007 roku, w pierwszej obronie swojego tytułu, pokonał na punkty Antonio Davisa. Pięć miesięcy później, także na punkty, pokonał Taja Terdsaka Jandaenga, mimo iż w czwartej rundzie leżał na deskach. 28 czerwca 2008 roku zaledwie zremisował z Mario Santiago, zdołał jednak obronić swój tytuł mistrzowski. Pojedynek był bardzo wyrównany, a w drugiej rundzie obaj bokserzy byli liczeni. W ostatniej walce w 2008 roku pokonał na punkty Australijczyka Billy'ego Diba. 15 sierpnia 2009 roku zmierzył się z Bernabe Concepcionem. Walka zakończyła się dyskwalifikacją Filipińczyka za uderzenie rywala po gongu kończącym siódmą rundę. Po tym ciosie Luevano przez kilka minut nie podnosił się z ringu. Pas mistrzowski stracił 23 stycznia 2010 roku, przegrywając przez techniczny nokaut w siódmej rundzie z Juanem Manuelem Lópezem. W sierpniu 2010 roku ogłosił zakończenie kariery sportowej.